# José Asenjo Sedano
José Asenjo Sedano (12. dubna 1930, Guadix, Granada – 12. srpna 2009, Almería) byl španělský novinář, spisovatel a právník.
Studoval žurnalistiku v Madridu a právo v Grenadě. Za dílo Conversación sobre la guerra získal v roce 1977 Nadalovu cen a byl překládán do francouzštiny a němčiny. Spolupracoval s ABC v Seville a Idealem v Granadě. Byl členem Instituto de Estudios Almerienses.

## Dílo
- Los Guerreros
- Crónica
- Eran los días largos
- Indalecio el Gato
- Joan de Dios
- El Mirador de San Fandila
- Papá César, el último naviero
- Memoria de Valerio (Ocenění Tiflos 1998, nadace ONCE)
- Conversación sobre la guerra (Nadalova cena 1977)
- El ovni
- Oeste
- El año de los tiros
- Cuentos meridianos
- Historias del exilio
- Penélope y el mar
- La casa número seis